# United Vansen
United Vansen International Sports Co., Ltd., ook bekend onder namen als United Vansen, UVS of Wansheng, is een Chinees bedrijf dat is gevestigd in Peking, China en dat is opgericht in 2008. De eigenaar van het bedrijf is de heer Wang Hui.
Het bedrijf staat bekend om zijn investeringen in sportclubs zoals ADO Den Haag waarin het een belang van 99,99% nam voor 9,2 miljoen euro euro, en het feit dat het hielp bij de organisatie van de afsluiting van de Olympische Zomerspelen 2008 te Beijing. De Chinese investering in Europese voetbalclubs kan gezien worden als onderdeel van een trend.
De voornaamste bedrijfsactiviteiten van United Vansen bestaan uit het organiseren van internationale sportevenementen, die door het bedrijf worden gepland en waar het de PR voor verzorgt. Hiervoor heeft het een nauwe samenwerking met sportorganisaties in Beijing. In 2010 begon United Vansen voetbalwedstrijden te organiseren voor bedrijven, waar werknemers hiervan aan konden deelnemen.